# Nadwołżańsko-Uralski Okręg Wojskowy (Federacja Rosyjska)
Nadwołżańsko-Uralski Okręg Wojskowy (ros. Приволжско-Уральский военный округ) – dawna jednostka administracyjno-wojskowa Sił Zbrojnych Federacji Rosyjskiej, obejmująca całość obiektów militarnych – w tym jednostki wojskowe, zakłady przemysłu zbrojeniowego, jednostki paramilitarne - stacjonujących w centralnej części FR w okresie 1991–2010.

## Historia
Miał swoją genezę w Nadwołżańskim i Uralskim Okręgu Wojskowym ZSRR (1989–1991). Jego siedziba mieściła się w Jekaterynburgu.
Obejmował obszar 20 jednostek terytorialnych Federacji Rosyjskiej o łącznej powierzchni 2 mln 783 tys. km². Administracyjnie podporządkowana była mu także baza rosyjskich wojsk w Tadżykistanie. Większa część sprzętu na obszarze OW była zmagazynowana. Znajdowało się tu do 3 tys. czołgów, 2700 innych wozów bojowych, 36 wyrzutni rakiet taktycznych „Toczka”, 2700 zestawów artyleryjskich. Faktycznie w stanie gotowości bojowej wg szacunków pozostawało:530-730 czołgów, 850-1040 innych wozów bojowych, 440–650 zestawów artyleryjskich.
1 września 2010 wszedł w skład Centralnego Okręgu Wojskowego.

## Struktura organizacyjna
W 2009
| Nazwa oddziału                                        | Garnizon                |
| ----------------------------------------------------- | ----------------------- |
| 7 Gwardyjska Brygada Pancerna                         | Czebarkuł;              |
| 28 Symferopolska Brygada Zmotoryzowana                | Jekaterynburg;          |
| 21 Gwardyjska Omsko-Nowobugska BZmot                  | Tockoje;                |
| 23 Gwardyjska Pietrukowska BZmot                      | Krjaż/Samara;           |
| 15 Gwardyjska Berlińska BZmot                         | Czernorecze/Roszynskij; |
| 473 Okręgowe Centrum Szkolenia Młodszych Specjalistów | Jelanskij;              |
| 201 Gatczyńska Baza Wojskowa                          | Duszanbe                |
| 3 Gwardyjska Warszawsko-Berlińska Brygada SpecNaz     | Roszyńskij              |
| 12 Samodzielna Brygada SpecNaz                        | Azbest;                 |
| 119 Brygada Rakiet Operacyjno-Taktycznych             | Elanskij;               |
| 92 Brygada Rakiet Operacyjno-Taktycznych;             | Kamienka                |
| 385 Brygada Artylerii                                 | Berszet                 |
| 175 Sywaszycka Brygada Łączności                      | Jekaterynburg           |
| 179 Brygada Łączności                                 |                         |
| 950 pułk artylerii rakietowej                         | Buzułuk                 |
| 691 Baza Sprzętu                                      | Rewda                   |